# Здание Наркомтяжпрома
Здание Наркомтяжпрома — здание Народного комиссариата тяжёлой промышленности СССР (НКТП СССР), которое предполагалось возвести на Красной площади на месте Верхних торговых рядов (ныне здание ГУМа). Было проведено два конкурса на проект этого сооружения: в 1934 и 1936 годах. В конкурсе участвовали самые известные советские архитекторы того времени: Александр и Виктор Веснины, Иван Леонидов, Иван Фомин, Алексей Щусев, Даниил Фридман, Борис Иофан, Каро Алабян, Константин Мельников, Аркадий Мордвинов и многие другие. Победил проект Ивана Леонидова. Однако, здание так и не было построено. Причиной отмены строительства в 1937 году послужила кончина руководителя НКТП Григория Константиновича Орджоникидзе и последующее расформирование народного комиссариата.

## История
В 1930-х годах в СССР произошёл мощнейший скачок развития тяжёлой промышленности (см.индустриализация в СССР). Народный комиссариат тяжёлой промышленности был в те годы одним из наиболее влиятельных советских наркоматов и возглавлялся верным соратником Иосифа Сталина — Серго Орджоникидзе. Именно эти факторы послужили причиной решения построить Дом Наркомата тяжёлой промышленности.
Уже в 1934 году был объявлен конкурс на строительство этого грандиозного сооружения. Местом строительства была выбрана Красная площадь. Здание Наркомтяжпрома планировалось построить на месте здания Верхних торговых рядов (современный ГУМ). Также, строительство такого масштабного здания предполагало полную реконструкцию Красной площади с расширением её в сторону Китай-города, а также других прилегающих улиц и площадей. От этого местоположения достаточно быстро отказались, однако конкурсных проектов уже было сделано немало. Позже, в 1935 году, по утверждённому новому генплану Москвы, было выделено новое место строительства: район Зарядья на берегу Москвы-реки.
Все представленные на конкурсы проекты предполагали строительство грандиозного по масштабу здания, любое из которых кардинально поменяло бы облик столицы, особенно учитывая его предполагаемое местоположение. Ни один из проектов так и не был осуществлён. 
Второй этап конкурса продолжался до 1937 года. Итогом двух туров стало общее мнение, что «значительная часть предложенных проектировщиками планировочных мер является довольно спорной. Тем не менее, они дают интересный материал для дальнейшей проработки вопроса архитектурной реконструкции центра Москвы».

Причиной отмены строительства Здания Наркомтяжпрома в 1937 году послужила кончина Орджоникидзе, после которой влияние Наркомата тяжёлой промышленности пошло на спад, а позже он и вовсе разделился на множество более мелких независимых наркоматов.

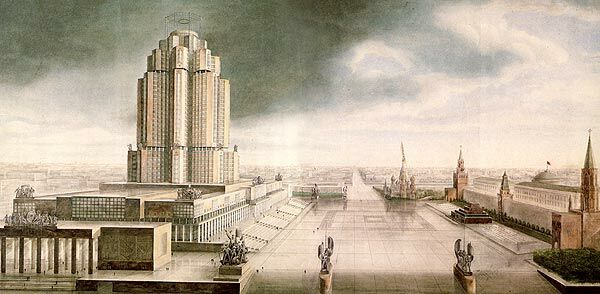
Конкурсная работа, 1934 год
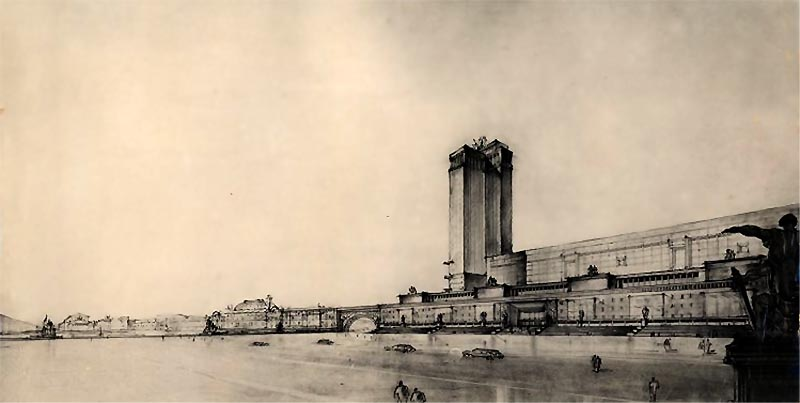
Проект Пантелеймона Голосова

### Проект Константина Мельникова
Константин Мельников ключевое место в своем проекте отвёл Генплану[уточнить]. Сама планировочно-объёмная концепция здания перекликается с Кремлёвскими стенами и Храмом Василия Блаженного. «Размещая новый объём в структуре Китай-города, Мельников, как и все участники, намечает реконструкцию его структуры, подчинённой композиции нового объёма». Мельников, так же как и Веснины, расчищает территорию вокруг нового здания, воздвигая новую доминанту, которая должна перекликаться с доминантой Дворца Советов, проект которого в это время уже был утверждён. Архитектор совершенно бесцеремонно расправляется с огромным пластом исторической застройки между Красной площадью и Китай-городом, прокладывает новую трассу, соединяющую набережную и Театральную площадь.
Во время проведения конкурса проект Мельникова не был воспринят всерьёз. Его считали чисто утопическим и исключительно бумажным. В статье журнала «Архитектура СССР» про этот проект написали следующее: «Особо стоит остановиться на тех двух из предложенных проектов, которые носят откровенно утопический и формалистический характер, — именно на проектах Леонидова и Мельникова. Эти проекты во многом напомнили ту полосу в развитии советской архитектуры, когда подобный утопизм считался своего рода обязательной добродетелью, … Сейчас проекты, подобные названным работам, выглядят каким-то случайным анахронизмом».

### Последующая история
В 1940 году был проведён новый конкурс на строительство второго здания Совета народных комиссаров на месте ранее отведённом для здания Наркомтяжпрома, в котором лучшим был признан проект 17-этажного здания, разработанный братьями Весниными. Вскоре были начаты работы по подготовке строительной площадки, но так и не были окончены из-за начала Великой Отечественной войны.
Однако к весне 1953 года были завершены фундамент и стилобат, а через год конструкция достигала 15 этажей. В 1964—1967 годах на фундаменте высотного здания была построена гостиница «Россия»